# 深涌碼頭
深涌碼頭（英語：Shum Chung Pier）位於香港新界大埔區西貢北深涌，是一個小型的公眾碼頭。
由於深涌碼頭嚴重老化，土木工程拓展署有計劃對該碼頭進行重建，暫定工程於2022年年中展開，2024年年中完工。